# Hit Week Festival
Hit Week è un festival musicale riconosciuto come il più importante al mondo dedicato alla diffusione dell'industria musicale italiana nel mondo.

## Storia
Hit Week Festival nasce a Roma nel 2007 da un progetto di Music Experience Roma S.r.l, società fondata nel 2003 da un gruppo di professionisti del settore.
Nel 2009 si tiene la prima edizione di Hit Week a Los Angeles. L'intera rassegna dura dieci giorni e gli artisti coinvolti sono: Franco Battiato, Negrita, Giovanni Allevi, Afterhours, Africa Unite, Linea 77, Calibro 35, Belladonna, The Niro, Marco Fabi, Jesus was homeless.

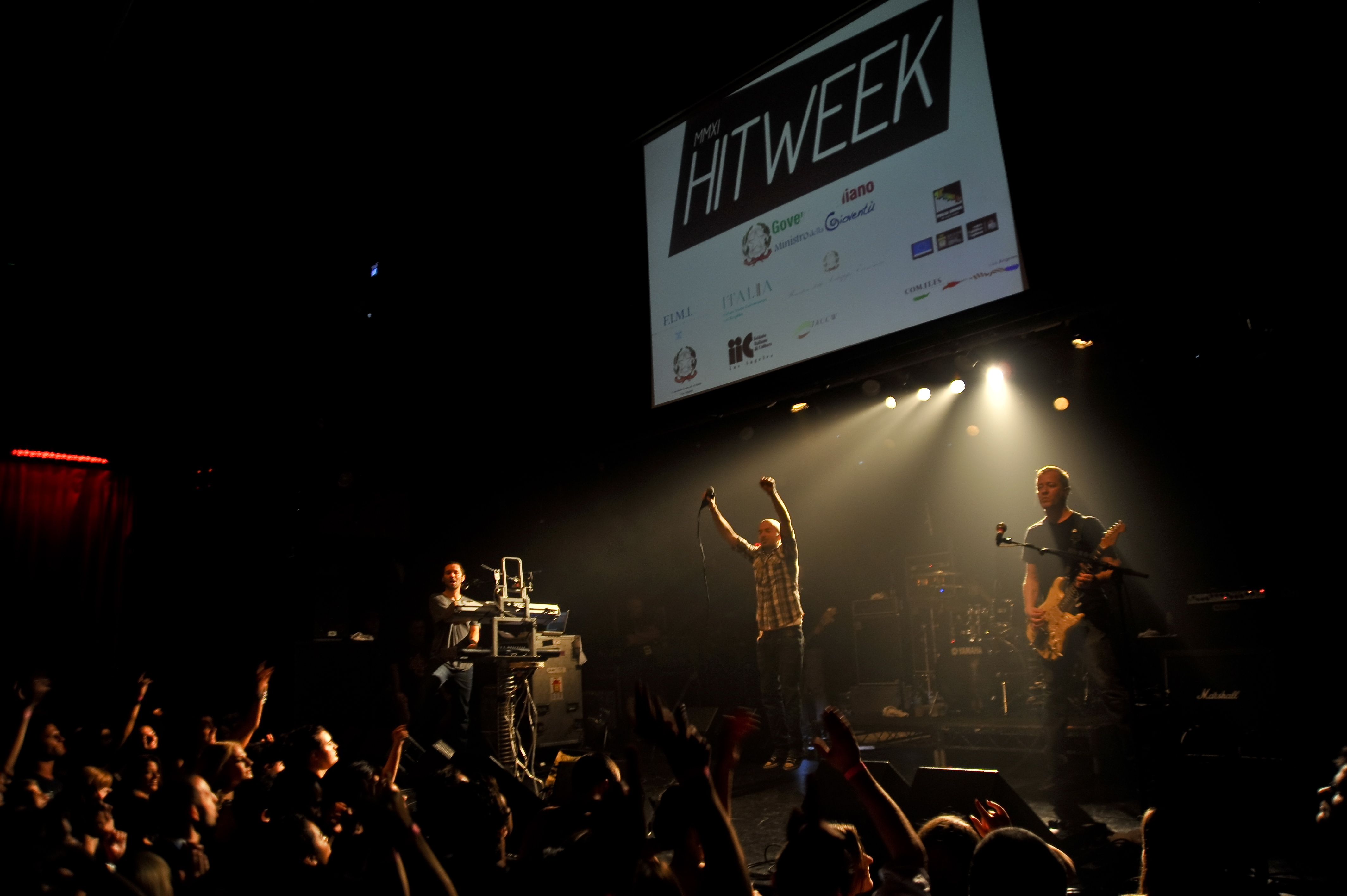
Subsonica, Hit Week Festival 2011.

Nel 2010 si tiene la seconda edizione. L'apporto del Dipartimento per la gioventù e del Ministero dello sviluppo economico permette di aggiungere alla tappa già sperimentata di Los Angeles quella di New York. Contributo fondamentale alla promozione del festival è offerto anche da FIMI, la federazione industria musicale italiana.
Novità di questa edizione è l'introduzione di un contest musicale per band emergenti italiane.
Il contest viene realizzato attraverso la partnership con MTV Italia nell'ambito del progetto MTV New Generation e permette a due band emergenti di suonare, nelle due tappe del festival, sullo stesso palco dei big della musica italiana.
Nello stesso anno MTV Italia trasmette alcuni speciali su Hit Week Festival.
Protagonisti di questa seconda edizione sono: Elisa, Claudio Baglioni, Negrita, Ludovico Einaudi, Roy Paci & Aretuska, Giovanni Allevi, La Blanche Alchimie, Apres La Classe e le due band emergenti Thank you for the drum machine e My Awesome Mixtape.

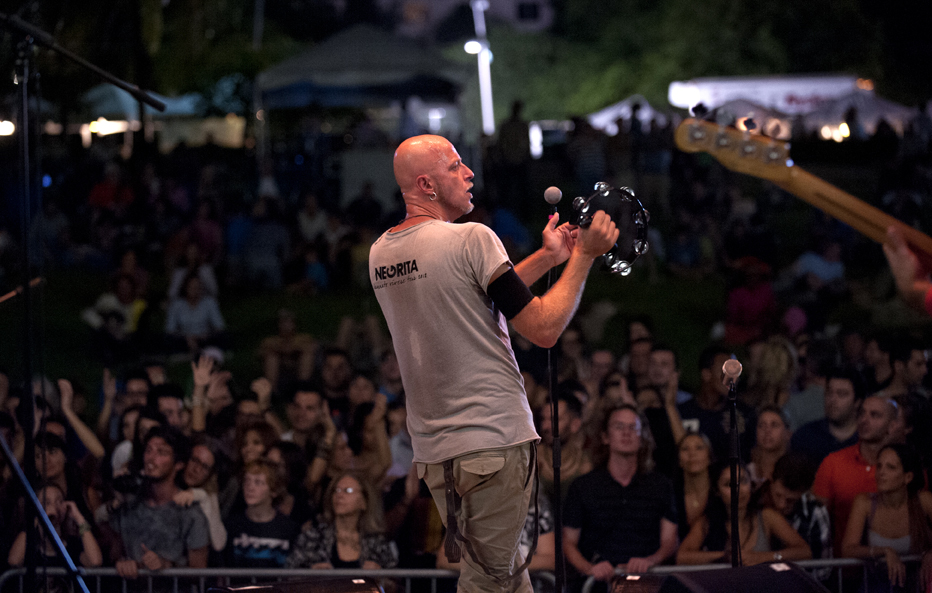
Negrita, Hit Week Summer Festival 2012.

Nel 2011, per la terza edizione del Festival, alle tappe di Los Angeles e New York si aggiunge Miami e viene introdotto per la prima volta, in parallelo al contest musicale, un contest di cucina finalizzato a promuovere i giovani cuochi italiani in collaborazione con Gambero Rosso.
Il contest culinario ha permesso a due giovani cuochi di presentare le loro specialità nell'ambito di eventi organizzati a Los Angeles da Hit Week.
La line-up del 2011 è: Subsonica, Caparezza, Casino Royale, Après La Classe, Nicola Conte, Erica Mou, le band emergenti vincitrici del contest musicale Serpenti e Lamigdala.
Nel 2012 il Festival viene organizzato in nuovi paesi che si vanno ad aggiungere alle tappe ormai consolidate della manifestazione negli Stati Uniti.
A maggio 2012 il festival sbarca in Cina toccando le città di Pechino e Shanghai.
Per la prima volta agli artisti italiani vengono affiancati artisti del paese ospitante.
I Gruppi coinvolti in questa inedita esperienza sono: Subsonica, Negrita, La Fame di Camilla e le band cinesi Shanren e Zhou Yunshan.

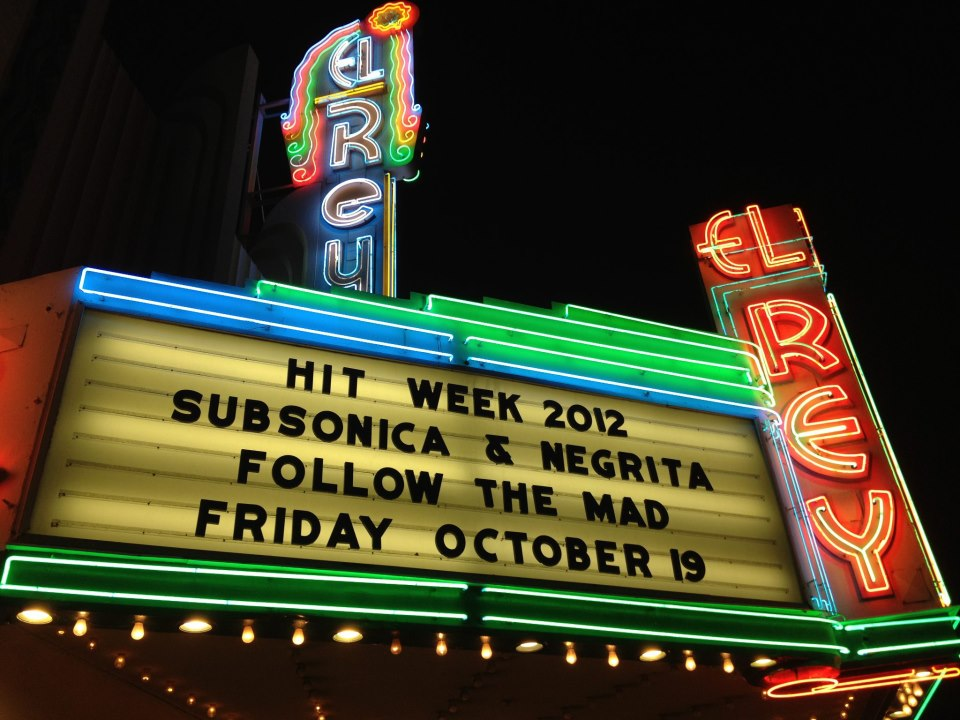
Hit Week Festival 2012, El Rey Theatre, Los Angeles.

Ad agosto dello stesso anno il festival è in Italia per L'Hit Week Summer Festival che si tiene all'Arena del Molo di Terracina.
La rassegna estiva di 10 giorni vede la partecipazione di diversi artisti: Enrico Brignano, Negrita, Emma Marrone, Alessandro Mannarino, Africa Unite, Erica Mou, La Fame di Camilla, Boomdabash e Mama Marjas.
Durante la manifestazione si tengono le finali del contest musicale e di quello culinario che vedono vincitori rispettivamente Follow The Mad e Una per la musica e Omar di Santo per la cucina.
Ad ottobre 2012 Hit Week Festival ritorna negli Stati Uniti e per la prima volta in Canada.
Alle tappe di Los Angeles, New York e Miami si aggiungono Washington e Montréal.
Protagonisti di quest'ultima edizione sono: Subsonica, Negrita, Alessandro Mannarino, Boomdabash, Mama Marjas,
Emma Re ed i vincitori dei contest.
Quest'ultima edizione di Hit Week Festival replica il successo delle precedenti nel territorio statunitense e permette la nascita di una music commission permanente a Los Angeles con lo scopo di promuovere gli artisti italiani in Nord America.
Nel 2013 il festival sbarca in Sud America con la tappa Hit Week Brasil che si tiene a maggio nella città di Rio de Janeiro. Gli artisti coinvolti in questa nuova edizione sono Municipale Balcanica, Erica Mou e il cantante brasiliano di origini italiane Franco Cava. La manifestazione, supportata da Puglia Sounds da istituzioni italiane in ambito musicale, vede come media partner il programma radiofonico di Radio Rai 1 “Brasil” condotto da Max De Tomassi.
Dal 2013 il festival assume una vera e propria dimensione planetaria toccando Cina, Giappone, Canada, Stati Uniti, Giappone con un cast sempre più articolato che annovera tra gli altri Franco Battiato, Marco Mengoni, Caparezza, PFM, Negrita, Max Gazzè
Nel corso delle sue edizioni Hit Week ha fatto esibire i suoi artisti in alcuni dei luoghi più importanti del mondo: Whisky a Go Go, Carnagie Hall solo per fare due nomi.
Dal 2014 il festival si radica principalmente negli Stati Uniti (nel 2016 e 2017 anche in Giappone, Cina ed Europa)  e da allora si è sempre regolarmente svolto, tranne causa pandemia nel 2020, ospitando i maggiori artisti italiani nelle più prestigiose venue degli Stati Uniti .
Nel 2021 il festival si tiene live a Miami di fronte a 1500 persone ed in diretta streaming in tutto il mondo https://video.repubblica.it/spettacoli-e-cultura/extraliscio-in-concerto-a-miami-il-punk-da-balera-all-hit-week/404868/405578

## Edizioni

### 2009
- Luogo: Los Angeles, California, USA.
- Date: 8 ottobre 2009 - 18 ottobre 2009
- Line Up: Franco Battiato, Negrita, Giovanni Allevi, Afterhours, Africa Unite, Linea 77, Calibro 35, Belladonna, The Niro, Marco Fabi, Jesus Was Homeless.

### 2010
- Luogo: Los Angeles (California) e New York City (New York), USA.
- Date: 9 ottobre 2010 - 17 ottobre 2010.
- Line Up: Elisa, Negrita, Ludovico Einaudi, Roy Paci & Aretuska, Giovanni Allevi, La blanche ALchimie, Après La Classe, Thanl You For The Drum Machine, My Awesome Mixtape.

### 2011
- Luogo: Los Angeles (California), New York City (New York), Miami (Florida), USA.
- Date: 9 ottobre 2011 - 16 ottobre 2011
- Line Up: Subsonica, Caparezza, Casino Royale, Après La Classe, Nicola Conte, Erica Mou, Serpenti, Lamigdala.

### 2012
- Luogo: Pechino e Shanghai, Cina.
- Date: 30 maggio 2012 - 5 giugno 2012
- Line Up: Subsonica, Negrita, La Fame di Camilla, Shanren, Zhou Yunshan.
- Luogo: Terracina, Italia.
- Date: 10 agosto 2012 - 20 agosto 2012
- Line Up: Enrico Brignano, Negrita, Emma Marrone, Alessandro Mannarino, Africa Unite, Erica Mou, La Fame di Camilla, Boomdabash, Mama Marjas.
- Luogo: Los Angeles (California), New York City (New York), Miami (Florida), Washington D.C. (USA) e Montreal (Canada).
- Date: 9 ottobre 2012 - 19 ottobre 2012
- Line Up: Subsonica, Negrita, Alessandro Mannarino, Boomdabash, Mama Marjas, Emma Re, Follow The Mad, Una.

### 2013
- Luogo: Rio De Janeiro, Brasile.
- Date: 21 maggio 2013 - 24 maggio 2013
- Line Up: Erica Mou, Municipale Balcanica, Franco Cava.
- Luogo: New York, Toronto, Miami, Los Angeles
- Date: 4 ottobre - 30 ottobre
- Line Up: Franco Battiato, Marco Mengoni, Nicola Conte, Canzoniere Grecanico Salentino, Musica Nuda, Erica Mou, Giacomo Toni,  I Am The Distance

### 2014
- Luogo: Los Angeles, Miami
- Date: 5 novembre  - 9 novembre
- Line Up: Caparezza, Kutso, Violane

### 2015
- Luogo: Los Angeles, Miami
- Line Up: Kalàscima, PFM, Chiara Civello, Cardamomò

### 2016
- Luogo: Los Angeles, Miami, New York, Toronto, Montreal, Boston, Chicago, Shanghai, Tokyo, London
- Date: 7 ottobre - 24 ottobre
- Line Up: Negrita, Coez Max Gazzè, Giò Sada, Ainè, Kathryn Dean

### 2017
- Luogo: Miami, Toronto, Londra, Parigi, Bruxelles, Amsterdam, Colonia, Berlino, Dublino, Barcellona, Madrid, Lugano
- Date: 1 novembre - 19 novembre
- Line Up: Ermal Meta, Kalascima, Giò Sada, Midihands, Una, Bari Jungle Brothers

### 2018
- Luogo: New York, Miami, Los Angeles, San Francisco,
- Date: 6 ottobre - 11 ottobre
- Line Up: Roberto Cacciapaglia

### 2019
- Luogo: New York, Miami, Los Angeles, San Francisco, Boston,
- Date: 11 Novembre - 18 Novembre
- Line Up: Carmen Consoli, Gio Evan

### 2020
- postponed for Pandemic

### 2021
- Luogo: Miami
- Date: 18 e 19 Dicembre 2021
- Line Up: Extraliscio, Rachele Andrioli, Corrado Rizza, Body Funk